# ボジュー (ローヌ県)
ボジュー （Beaujeu）は、フランス、オーヴェルニュ＝ローヌ＝アルプ地域圏、ローヌ県のコミューン。

## 交通
1869年から1987年まで、ベルヴィル-ボジュー間の鉄道路線が通っていた。2004年、ボジュー-サン・ジャン・ダルディエール間の鉄道路線の一部が、自転車専用のヴォワ・ヴェルト（fr:Voie verte）に転換された。

## 歴史
ボジューは、アンシャン・レジーム時代のボジョレー州の歴史的な首都である。ボジューを囲む小さな地方は、ボジョレーの名を維持するヴィルフランシュ＝シュル＝ソーヌ郡に属している。現代では世界的にワインの名称として有名である。
1833年、ボジューは隣接するエトゥと合併した。

## 人口統計
| 1962年 | 1968年 | 1975年 | 1982年 | 1990年 | 1999年 | 2006年 | 2012年 |
| ------ | ------ | ------ | ------ | ------ | ------ | ------ | ------ |
| 2157   | 2253   | 2179   | 1953   | 1874   | 1905   | 1987   | 2048   |

source=1999年までLdh/EHESS/Cassini、2004年以降INSEE

## 史跡

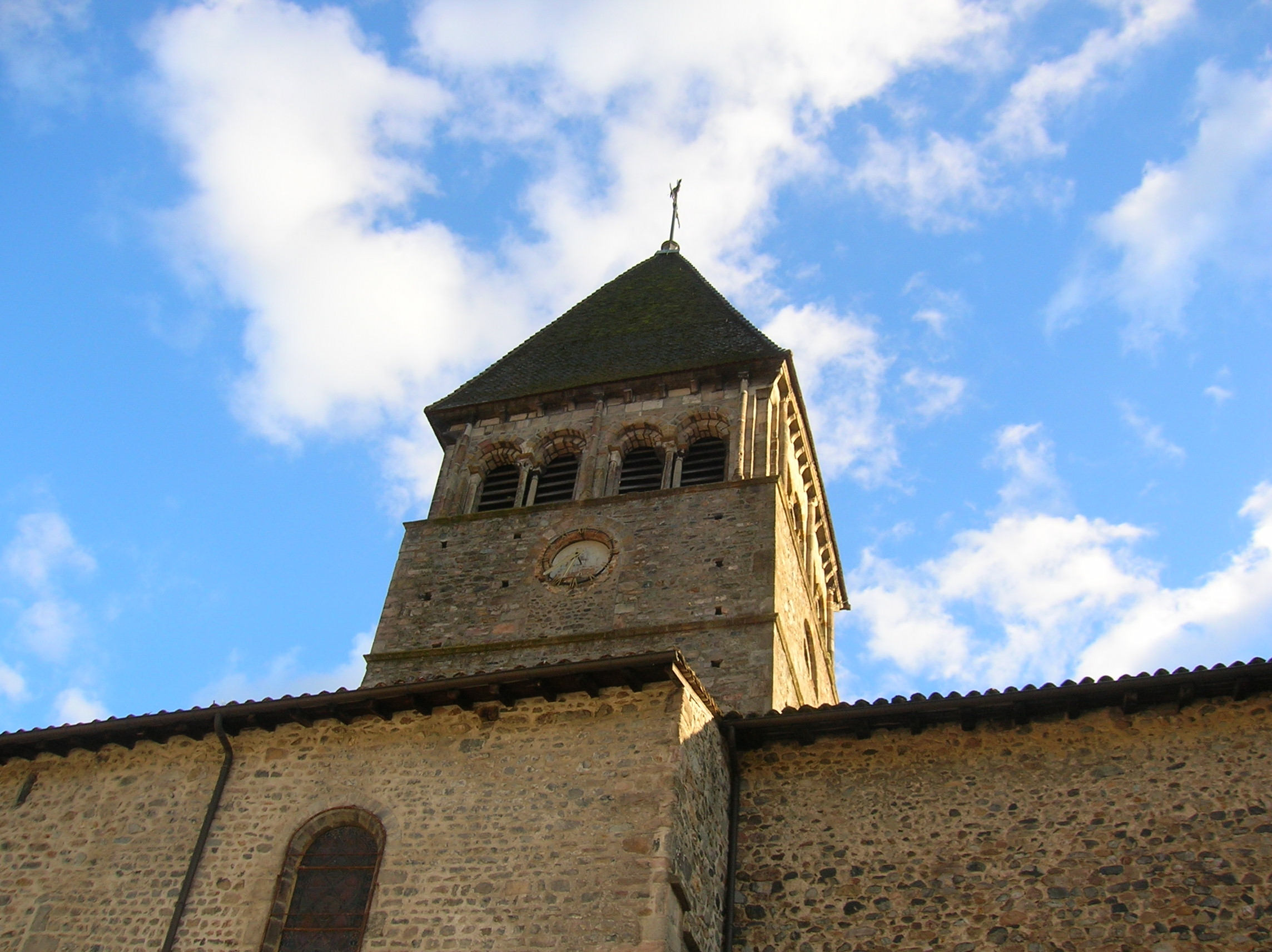
サン・ニコラ教会
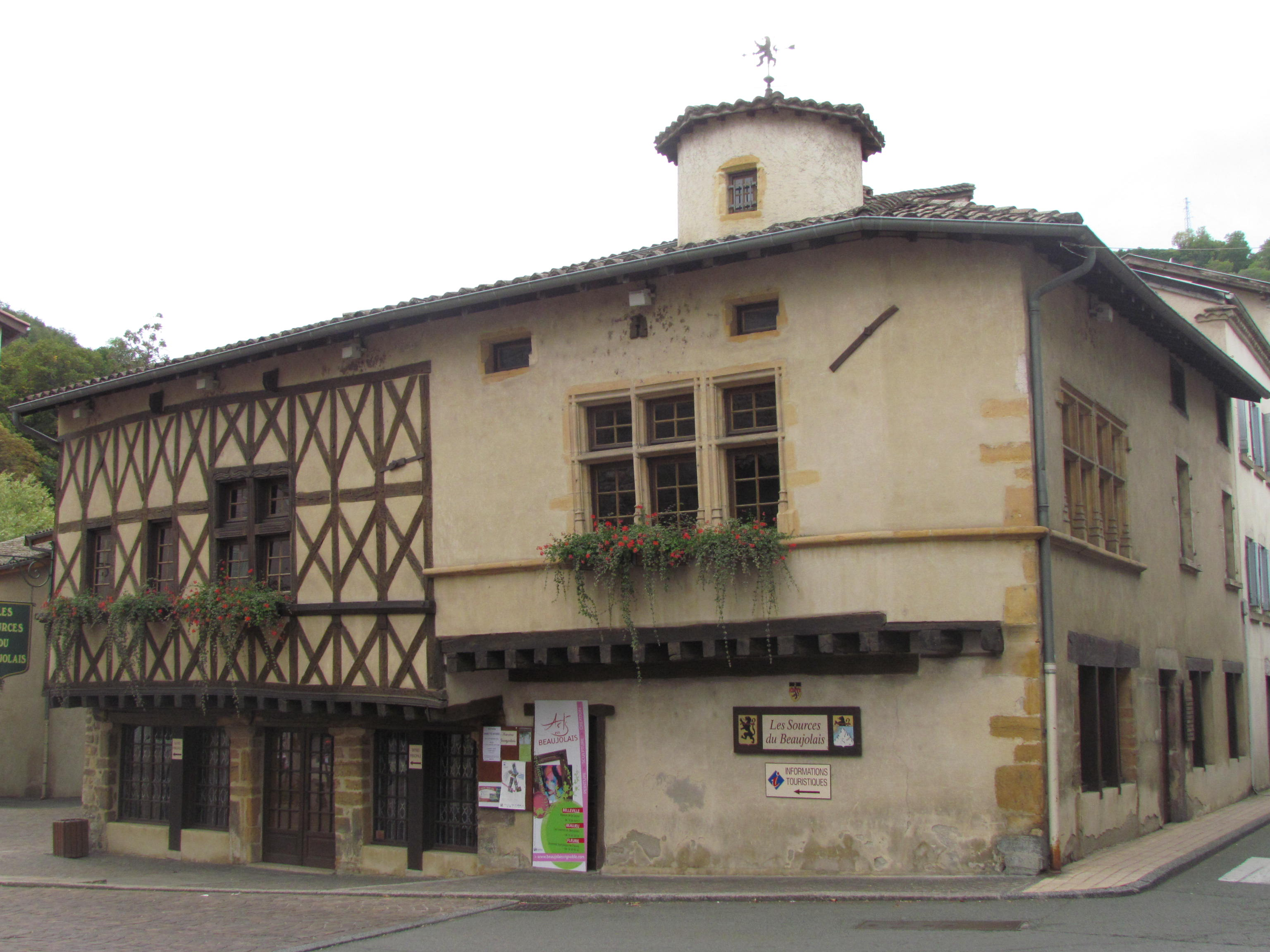
メゾン・ア・パン・ド・ボワ